# Mannix
Mannix é uma série de televisão de drama exibida pela CBS nos Estados Unidos entre 1967 a 1975. Criada por Richard Levinson e William Link e desenvolvida pelo produtor executivo Bruce Geller, a personagem título, Joe Mannix, é um detetive particular. Ele é interpretado por Mike Connors. Mannix foi a última série produzida pela Desilu Productions. Ganhou o Globo de Ouro de melhor série dramática em 1971.